# Julio César Romero
Julio César Romero   (Luque, 28 d'agost de 1960), conegut com a Romerito, fou un futbolista paraguaià.
Començà la seva trajectòria al club de la seva ciutat l'Sportivo Luqueño el 1977. Les seves bones actuacions el portaren a disputar el Mundial Juvenil de 1979 (el mateix on destacà Diego Maradona) i la Copa Amèrica que fou guanyada per Paraguai. El 1980 jugà al New York Cosmos i el 1983 al Fluminense, un dels clubs on més destacà i on fou escollit com el millor futbolista sud-americà del 1985. 64 cops internacional absolut, participà en el Mundial de 1986.
Va viure una breu estança al FC Barcelona de Johan Cruyff (va debutar enfrontant-se al Real Madrid) i posteriorment retornà a Amèrica, jugant a Mèxic (CF Puebla), Paraguai (Olimpia, Club Cerro Corá i Sportivo Luqueño) i Xile (La Serena).
Durant la seva carrera marcà més de 400 gols. Fou nomenat per Pelé com un dels 100 futbolistes vius més importants el març del 2004.
Un cop retirat, Romerito es convertí en polític al Partido Colorado a la seva ciutat natal de Luque on treballà de conseller.

## Palmarès
- Copa Amèrica de futbol: 1979
- NASL: 1980, 1982
- Campionat carioca: 1984, 1985
- Lliga brasilera de futbol: 1984
- Torneig República: 1992

## Premis
- Futbolista americà de l'any: 1985
- FIFA 100